# Série de championnat de la Ligue américaine de baseball 2008

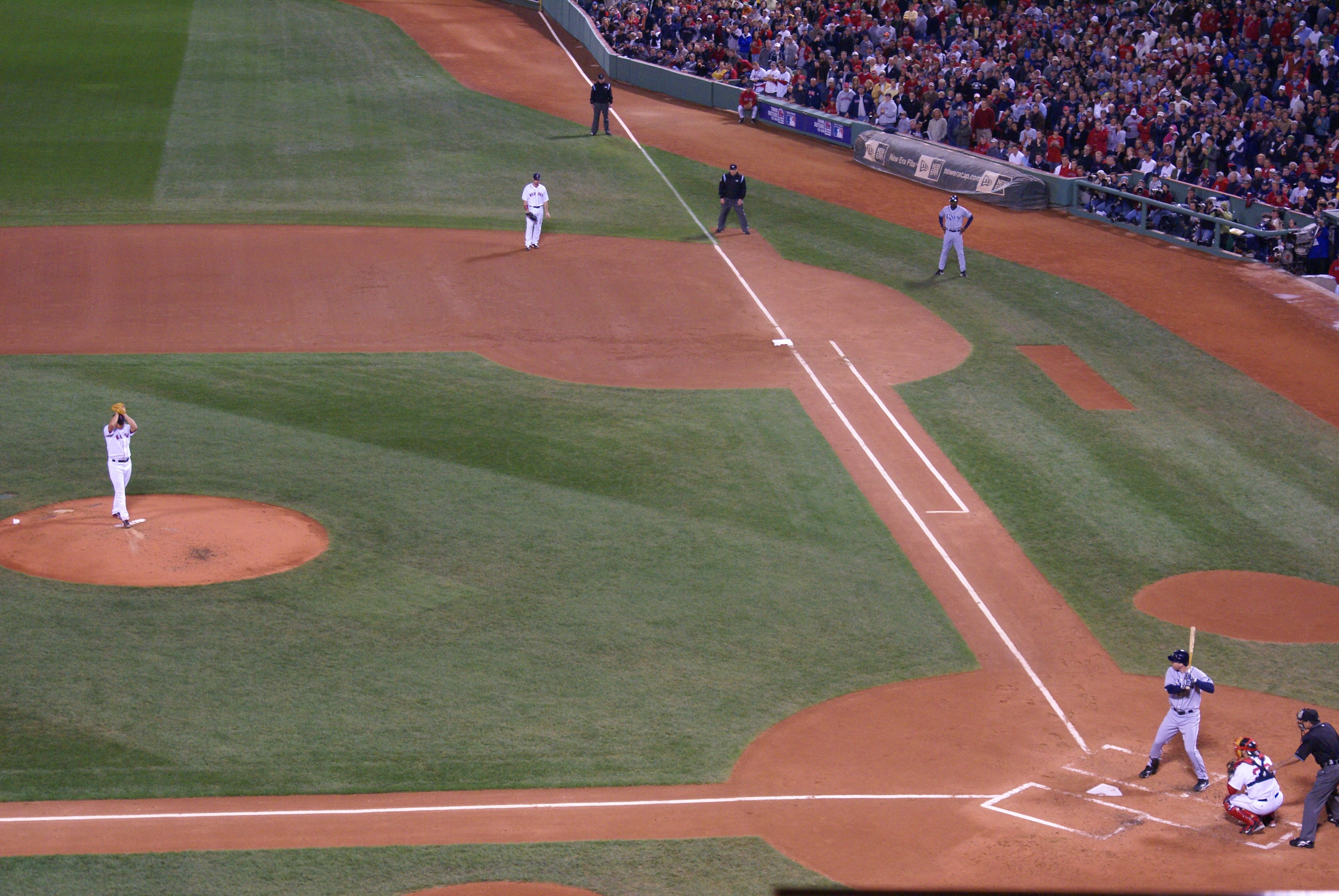
Championnat de ligue américaine de baseball de 2008

La Série de championnat de la Ligue américaine de baseball 2008 était la série finale de la Ligue américaine de baseball, dont l'issue a déterminé le représentant de cette ligue à la Série mondiale 2008, la grande finale des Ligues majeures de baseball.
Cette série quatre de sept a débuté le 10 octobre 2008 et s'est terminée le 19 octobre 2008 par une victoire des Rays de Tampa Bay, quatre parties à trois sur les Red Sox de Boston.

## Équipes en présence
Cette série oppose les deux équipes s'étant livré une chaude lutte durant toute la saison régulière 2008 pour le premier rang de la division Est de la Ligue américaine. Les Rays de Tampa Bay ont eu le meilleur, leur dossier de 97 victoires et 65 défaites leur permettant de terminer deux parties devant les Red Sox de Boston.
En Séries de division, les Rays ont remporté la première série éliminatoire de leur histoire sans trop de difficulté, éliminant les White Sox de Chicago en quatre parties. Quant aux Red Sox, ils ont vaincu la meilleure équipe du baseball majeur en 2008, les Angels de Los Angeles, trois parties à une.
Les Rays participent à la première Série de championnat de leur histoire, et les Sox y prennent part pour la deuxième année de suite, étant les champions en titre du baseball après avoir remporté la Série mondiale 2007. Tampa Bay et Boston ne se sont jamais affrontés en série d'après-saison. Durant le calendrier régulier 2008, les Rays ont remporté 10 des 18 matchs entre les deux clubs.

## Déroulement de la Série

### Calendrier des rencontres
| Match | Date       | Visiteur          | Hôte              | Score              |
| ----- | ---------- | ----------------- | ----------------- | ------------------ |
| 1     | 10 octobre | Red Sox de Boston | Rays de Tampa Bay | 2 - 0              |
| 2     | 11 octobre | Red Sox de Boston | Rays de Tampa Bay | 8 - 9 (11 manches) |
| 3     | 13 octobre | Rays de Tampa Bay | Red Sox de Boston | 9 - 1              |
| 4     | 14 octobre | Rays de Tampa Bay | Red Sox de Boston | 13 - 4             |
| 5     | 16 octobre | Rays de Tampa Bay | Red Sox de Boston | 7 - 8              |
| 6     | 18 octobre | Red Sox de Boston | Rays de Tampa Bay | 4 - 2              |
| 7     | 19 octobre | Red Sox de Boston | Rays de Tampa Bay | 1 - 3              |

### Match 1
Vendredi 10 octobre 2008 au Tropicana Field, St. Petersburg, Floride.
| Red Sox de Boston | 0 | 0 | 0 | 0 | 1 | 0 | 0 | 1 | 0 | 2 | 7 | 0 |
| Rays de Tampa Bay | 0 | 0 | 0 | 0 | 0 | 0 | 0 | 0 | 0 | 0 | 4 | 0 |
| Lanceurs partants : BOS : Daisuke Matsuzaka TB : James Shields Vic. : Daisuke Matsuzaka (1-0) Déf. : James Shields (0-1) Sauv. : Jonathan Papelbon (1) |   |   |   |   |   |   |   |   |   |   |   |   |

Daisuke Matsuzaka a lancé un match sans point ni coup sûr pendant six manches face aux Rays, avant de céder des simples consécutifs à Carl Crawford et Cliff Floyd en fin de 7e. Matsuzaka a par la suite étouffé la menace sans accorder de point, puis en 8e, après que le partant ait à nouveau placé des coureurs sur les sentiers, les releveurs Hideki Okajima et Justin Masterson ont mis fin à la manche. Les points des Red Sox ont été produits par un ballon-sacrifice de Jed Lowrie en 5e et un double de Kevin Youkilis en 8e.

### Match 2
Samedi 11 octobre 2008 au Tropicana Field, St. Petersburg, Floride.
| Red Sox de Boston | 2 | 0 | 1 | 0 | 3 | 1 | 0 | 1 | 0 | 0 | 0 | 8 | 12 | 0 |
| Rays de Tampa Bay | 2 | 0 | 2 | 1 | 3 | 0 | 0 | 0 | 0 | 0 | 1 | 9 | 12 | 0 |
| Lanceurs partants : BOS : Josh Beckett TB : Scott Kazmir Vic. : David Price (1-0) Déf. : Mike Timlin (0-1) HRs : BOS : Dustin Pedroia (1,2), Kevin Youkilis (1), Jason Bay (1) TB : Evan Longoria (1), Cliff Floyd (1), B.J. Upton (1) |   |   |   |   |   |   |   |   |   |   |   |   |    |   |

Les Red Sox ouvrent la marque en première sur un double de deux points de Jason Bay, mais les Rays créent l'égalité à la demi-manche suivante sur un circuit de Evan Longoria. En début de 3e, Dustin Pedroia replace les Sox en avant avec un circuit en solo, mais B.J. Upton frappe lui aussi la longue balle pour égaler le pointage 3-3. Carl Crawford permettra aux Rays dde prendre les devants pour la première fois de la série lors du même tour au bâton, avec un simple qui porte la marque à 4-3 Tampa Bay. Cliff Floyd procure une avance de deux points à son équipe en 4e avec un circuit solo. 
En début de 5e, Boston chasse le partant Scott Kazmir et prend les devants 6-5 sur des circuits solo de Pedroia (son 2e du match), Kevin Youkilis et Jason Bay. Dès la fin de la 5e, cependant, les Rays y vont eux aussi d'une poussée de trois points qui envoie aux douches le partant adverse, Josh Beckett. 
Avec un point en 6e puis un autre en 8e, Boston parvient à niveler la marque à 8-8. Les deux clubs vont en prolongation, et pour clore ce festival offensif où les deux équipes ont totalisé 24 coups sûrs et 7 circuits, c'est un ballon-sacrifice de B.J. Upton en fin de 11e qui permet aux Rays de Tampa Bay de l'emporter devant leurs partisans, 9 à 8, pour créer l'égalité 1-1 dans la série. 
Avec 3 coups sûrs en 5 présences, Evan Longoria a produit 3 points pour Tampa. Du côté de Boston, Dustin Pedroia a frappé 3 coups sûrs en 5, a marqué 4 points et en a produit deux, et Jason Bay a connu une soirée de 3 en 5 avec 4 points produits.

### Match 3
Lundi 13 octobre 2008 au Fenway Park, Boston, Massachusetts.
| Rays de Tampa Bay | 0 | 1 | 4 | 0 | 0 | 0 | 0 | 3 | 1 | 9 | 13 | 0 |
| Red Sox de Boston | 0 | 0 | 0 | 0 | 0 | 0 | 1 | 0 | 0 | 1 | 7  | 0 |
| Lanceurs partants : TB : Matt Garza BOS : Jon Lester Vic. : Matt Garza (1-0) Déf. : Jon Lester (0-1) HRs : TB : B.J. Upton (2), Evan Longoria (2), Rocco Baldelli (1), Carlos Pena (1) |   |   |   |   |   |   |   |   |   |   |    |   |

Deux jours après avoir marqué 9 points grâce à 12 coups sûrs dont 3 coups des circuits, l'attaque des Rays a généré 13 autres coups sûrs, en route vers une victoire facile de 9-1 au Fenway Park de Boston dans le match #3. B.J. Upton a cogné son deuxième circuit de la série, une claque de trois points en 3e manche aux dépens du lanceur perdant Jon Lester. Upton totalise maintenant 5 circuits à ses 5 derniers matchs, en incluant la série précédente contre les White Sox. Rocco Baldelli a aussi frappé un coup de 3 points pour les vainqueurs. Tampa Bay mène la série 2-1 sur Boston.

### Match 4
Mardi 14 octobre 2008 au Fenway Park, Boston, Massachusetts.
| Rays de Tampa Bay | 3 | 0 | 2 | 0 | 1 | 5 | 0 | 2 | 0 | 13 | 14 | 3 |
| Red Sox de Boston | 0 | 0 | 1 | 0 | 0 | 0 | 1 | 2 | 0 | 4  | 7  | 0 |
| Lanceurs partants : TB : Andy Sonnanstine BOS : Tim Wakefield Vic. : Andy Sonnanstine (1-0) Déf. : Tim Wakefield (0-1) HRs : TB : Carlos Pena (2), Evan Longoria (3), Willy Aybar (1) BOS : Kevin Cash (1) |   |   |   |   |   |   |   |   |   |    |    |   |

L'attaque des Rays a produit 14 nouveaux coups sûrs, en route vers un triomphe facile de 13-4 sur les Red Sox à Fenway Park. Tampa Bay a maintenant marqué 31 points en trois parties, et vient de remporter une 10e rencontre contre Boston au cours des 13 derniers affrontements entre les deux équipes. Tim Wakefield, le lanceur perdant, a été victime de tous les circuits des Rays en début de match, ceux de Carlos Pena, Evan Longoria et Willy Aybar. Longoria, avec son 5e coup de quatre buts en matchs éliminatoires 2008 établit un nouveau record pour le plus grand nombre de circuits par une recrue en parties d'après-saison. Il dépasse l'ancienne marque de 4, établie par Miguel Cabrera avec les Marlins de la Floride de 2003.

### Match 5
Jeudi 16 octobre 2008 au Fenway Park, Boston, Massachusetts.
| Rays de Tampa Bay | 2 | 0 | 3 | 0 | 0 | 0 | 2 | 0 | 0 | 7 | 8  | 1 |
| Red Sox de Boston | 0 | 0 | 0 | 0 | 0 | 0 | 4 | 3 | 1 | 8 | 11 | 0 |
| Lanceurs partants : TB : Scott Kazmir (0-0) BOS : Daisuke Matsuzaka (1-0) Vic. : Justin Masterson (1-0) Déf. : J.P. Howell (0-1) HRs : TB : B.J. Upton (3), Carlos Pena (3), Evan Longoria (4) BOS : David Ortiz (1), J.D. Drew (1) |   |   |   |   |   |   |   |   |   |   |    |   |

Les Rays ont inversé les départs de leurs partants James Shields -originellement prévu pour lancer le 5e match- et Scott Kazmir, et cette stratégie a semblé porter fruit. Kazmir n'a accordé aucun point et seulement deux coups sûrs en six manches au monticule, pendant que Daisuke Matsuzaka connaissait une sortie difficile pour l'équipe adverse. En avance 7-0 à mi-chemin en 7e manche, Tampa Bay semblait sur le point d'infliger une humiliante défaite aux Red Sox devant leurs propres partisans. Mais Boston a orchestré un spectaculaire ralliement contre la relève des Rays, inscrivant 4 points en fin de 7e contre Grant Balfour, trois autres en 8e aux dépens de Dan Wheeler, et finalement un dernier point en fin de 9e pour l'emporter 8-7 et éviter l'élimination. J.D. Drew, qui avait cogné un circuit de deux points en 8e, a frappé un simple en 9e contre J.P. Howell, faisant marquer Kevin Youkilis et le point de la victoire. Dans la défaite des Rays, Evan Longoria a amélioré son record de circuits en séries par une recrue avec son 4e coup de quatre buts contre les Sox et son 5e en éliminatoires cette année.

### Match 6
Samedi 18 octobre 2008 au Tropicana Field, St. Petersburg, Floride.
| Red Sox de Boston | 0 | 1 | 1 | 0 | 0 | 2 | 0 | 0 | 0 | 4 | 10 | 0 |
| Rays de Tampa Bay | 1 | 0 | 0 | 0 | 1 | 0 | 0 | 0 | 0 | 2 | 4  | 1 |
| Lanceurs partants : BOS : Josh Beckett TB : James Shields Vic. : Josh Beckett (1-0) Déf. : James Shields (0-2) Sauv. : Jonathan Papelbon (2) HRs : BOS : Kevin Youkilis (2), Jason Varitek (1) TB : B.J. Upton (4), Jason Bartlett (1) |   |   |   |   |   |   |   |   |   |   |    |   |

Dans cette victoire de 4-2, le partant des Red Sox, Josh Beckett, n'a accordé que quatre coups sûrs et deux points mérités aux Rays, en route vers son premier gain de la série, et les trois releveurs utilisés par Boston, Hideki Okajima, Justin Masterson et Jonathan Papelbon, n'ont accordé aucun coup sûr durant les quatre manches suivantes. Les Sox créaient ainsi l'égalité 3-3 dans la série et forçaient la présentation d'un septième match.

### Match 7
Dimanche 19 octobre 2008 au Tropicana Field, St. Petersburg, Floride.
| Red Sox de Boston | 1 | 0 | 0 | 0 | 0 | 0 | 0 | 0 | 0 | 1 | 3 | 0 |
| Rays de Tampa Bay | 0 | 0 | 0 | 1 | 1 | 0 | 1 | 0 | X | 3 | 6 | 1 |
| Lanceurs partants : BOS : Jon Lester TB : Matt Garza Vic. : Matt Garza (2-0) Déf. : Jon Lester (0-2) Sauv. : David Price (1) HRs : BOS : Dustin Pedroia (3) TB : Willy Aybar (2) |   |   |   |   |   |   |   |   |   |   |   |   |

## Joueur par excellence
Lanceur gagnant des matchs #3 et #7, le partant des Rays de Tampa Bay, Matt Garza, a été nommé joueur par excellence de la Série de championnat 2008 de la Ligue américaine. Sa moyenne de points mérités n'a été que de 1,38 et il n'a accordé que 2 points mérités sur 8 coups sûrs en 13 manches lancées. Il a de plus retiré 14 frappeurs des Red Sox sur les prises, dont 9 dans la dernière rencontre entre les deux équipes.